# 阿尔泰银莲花
阿尔泰银莲花（学名：Anemone altaica）为毛茛科银莲花属下的一个种。